# Volo Canadian Pacific Air Lines 301
Il volo Canadian Pacific Air Lines 301 era un volo passeggeri di linea partito da Honolulu, Hawaii, e diretto a Nadi, isole Fiji. Il 22 luglio 1962 era operato da un Bristol Britannia 314 turboelica della Canadian Pacific Air Lines registrato come CF-CZB. Alla partenza dall'aeroporto internazionale di Honolulu l'aereo soffriva di problemi al motore; durante il tentativo di un successivo ritorno e atterraggio con tre motori, i piloti avviarono una riattaccata che provocò lo schianto dell'aereo sull'aeroporto, uccidendo 27 dei 40 a bordo.

## L'incidente
Poco dopo il decollo da Honolulu, l'equipaggio ricevette un avviso di incendio al motore numero uno, prontamente messo in bandiera. A questo punto scaricarono in mare il carburante in eccesso prima di tornare a Honolulu 40 minuti dopo. Il loro avvicinamento a tre motori sembrò svolgersi normalmente, ma all'ultimo minuto i piloti decisero di compiere una riattaccata e tentare un altro avvicinamento.
L'aereo quindi si inclinò e virò verso sinistra, e la punta dell'ala sinistra colpì il suolo a circa 550 piedi dal centro della pista. L'aereo si disintegrò mentre sfrecciava attraverso l'aeroporto prima di colpire alcune pesanti attrezzature per il movimento di terra. A parte la fusoliera posteriore e la coda, l'aereo venne distrutto dal fuoco. Tredici occupanti a bordo fuggirono, seppur feriti, ma 7 membri dell'equipaggio e 20 passeggeri morirono.

## L'aereo
L'aereo, un quadrimotore Bristol Britannia 314, fu costruito nel Regno Unito e volò per la prima volta il 14 aprile 1958. Fu consegnato nuovo alla Canadian Pacific Air Lines il 29 aprile 1958 e originariamente si chiamò Empress of Vancouver (in seguito ribattezzato Empress of Lima).

## Possibile causa
La commissione investigativa sull'incidente concluse che la probabile causa dell'incidente era "il tentativo di riattaccata con tre motori, quando l'aereo era impostato in una configurazione di atterraggio completa, a velocità e altitudine insufficienti per mantenere il controllo".